# Wataru Yoshizumi
Wataru Yoshizumi (吉住 渉, Yoshizumi Wataru), de son vrai nom Mari Nakai (中井 真里, Nakai Mari), est une mangaka née le 18 juin 1963 à Tōkyō, au Japon.

## Biographie
Diplômée en sciences économiques de l' Université Hitotsubashi, on lui connait une amitié avec, entre autres, Naoko Takeuchi, Ai Yazawa, Miho Obana et Megumi Mizusawa (en).    
Elle a écrit sa première histoire, Radical Romance, en 1984 lorsqu'elle travaillait comme employée de bureau. Elle réussit à se faire connaître grâce à Handsome na Kanojo en 1988. Mais c'est Marmalade Boy, en 1992, qui lui a valu une reconnaissance internationale. 
Elle fut publiée dans le magazine Ribon et est actuellement publiée dans le Chorus Ribon, aux éditions Shūeisha.
En France, elle est publiée chez Glénat et le succès de Marmelade boy lui a valu une adaptation en dessin animé de 76 épisodes par Tôei animation en 1994.

## Œuvres
- Radical romance (ラディカル・ロマンス) 1984
- Heart Beat (ハート・ビート) 1985
- Another Day 1987
- Tenshi to Bouken 1987
- Quartet game / Shijuusou Geemu (四重奏ゲーム) 1988
- Handsome Girl (ハンサムな彼女) 1988-1992
- Green Age 1991
- Go Go Kenji-kun 1991
- Marmalade Boy (ママレード・ボーイ) 1992-1996
- Wataru Yoshizumi Illustration Shuu – Marmelade Boy 1995
- Marmalade Boy – Koi no Style Book 1995
- Mō Hitotsu no Mamareedo 1995
- Mō Hitotsu no Mamareedo II 1996
- Kimi shika iranai (君しかいらない) 1996-1997 (Je ne veux que toi)
- Mint Na Bokura (ミントな僕ら) 1997-2000
- Nagano he Janpu! 1998
- Random Walk (ランダム・ウォーク) 2000-2001
- Bier Balidi 2001
- Ultra Maniac(ウルトラマニアック) 2002-2004
- Datte Suki Nandamon(だって好きなんだもん) 2004-2005 ( Mais moi je l'aime)
- PxP 2006-2007
- Cherish (one-shot) (チェリッシュ) 2006
- Spicy Pink (スパイシーピンク) 2007-2008
- Cappuccino 2008
- Happiness (one-shot)
- Baby it's you (one-shot)